# جان غاليسي
جان غاليسي (بالفرنسية: Jean Gallice) (13 مايو 1949 في بوردو) لاعب كرة قدم فرنسي معتزل كان يجيد اللعب في خط الوسط .

## روابط خارجية
- جان غاليسي على موقع الاتحاد الأوربي (الإنجليزية)
- جان غاليسي على موقع قاعدة بيانات كرة القدم.إي يو (الإنجليزية)
- جان غاليسي على موقع ناشيونال فوتبول تيمز (الإنجليزية)
- جان غاليسي على موقع عالم كرة القدم.نت (الإنجليزية)